# Gołąbek wąskoblaszkowy

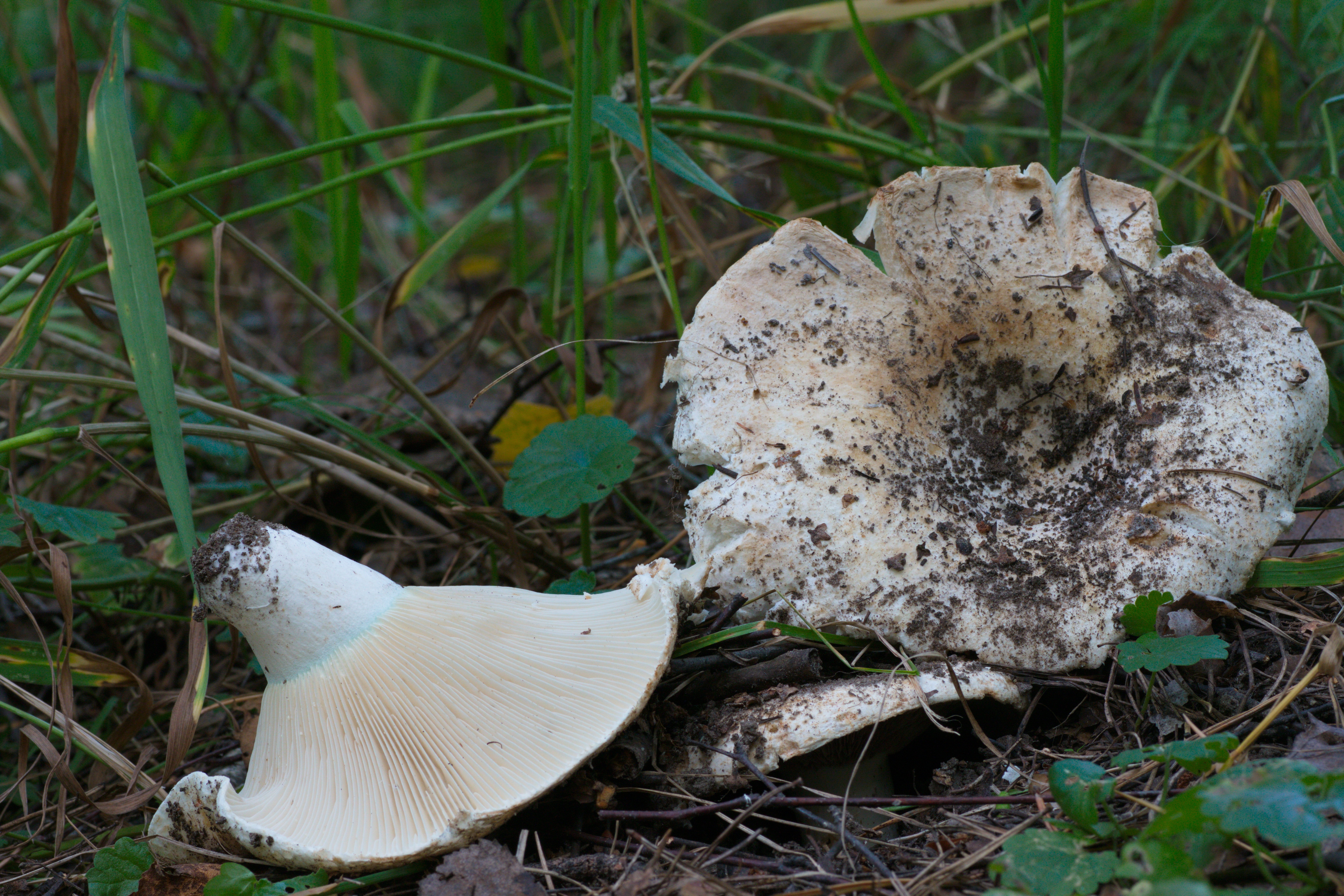

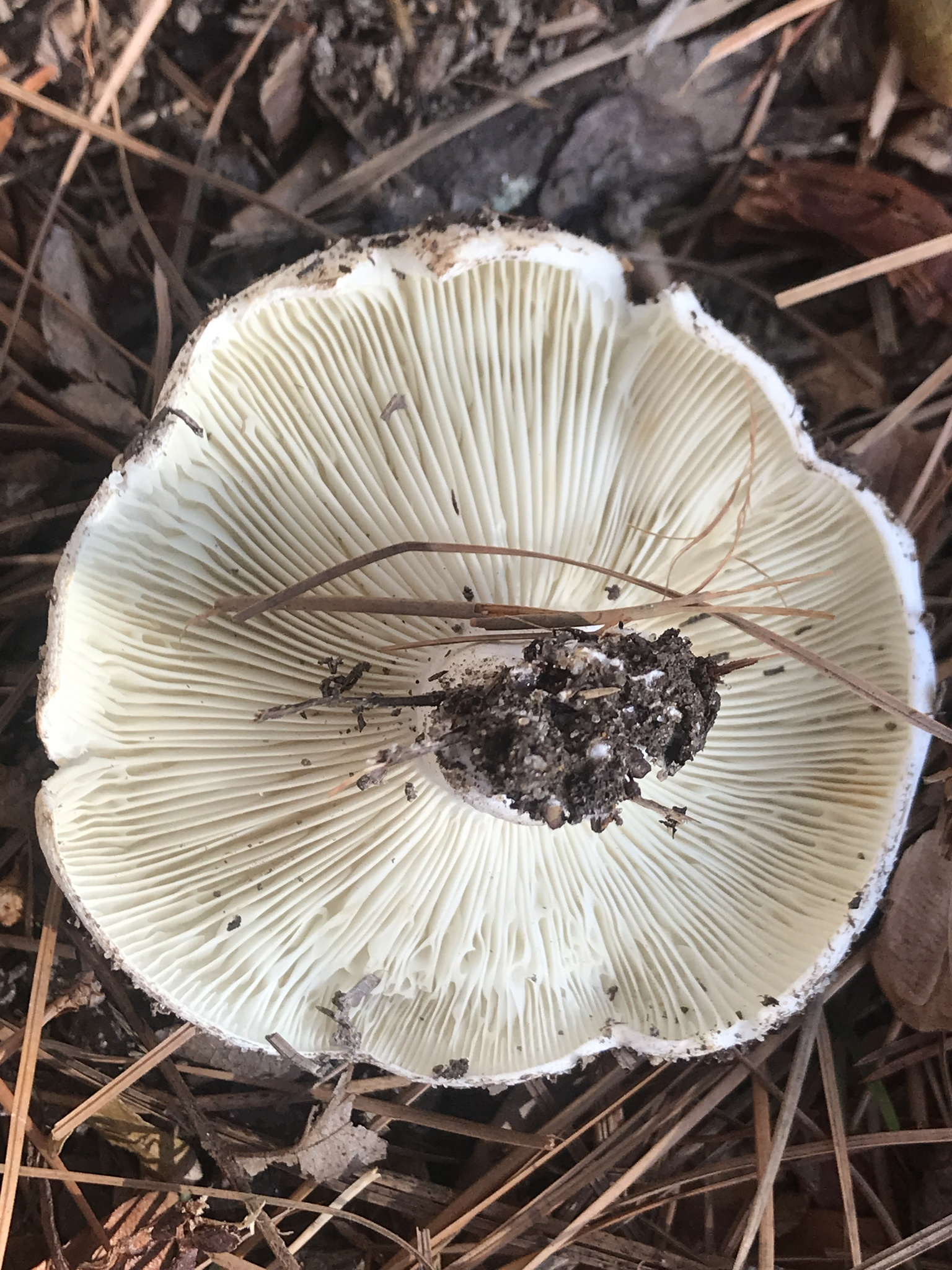

Gołąbek wąskoblaszkowy (Russula chloroides (Krombh.) Bres.) – gatunek grzybów należący do rodziny gołąbkowatych (Russulaceae).

## Systematyka i nazewnictwo
Pozycja w klasyfikacji według Index Fungorum: Russula, Russulaceae, Russulales, Incertae sedis, Agaricomycetes, Agaricomycotina, Basidiomycota, Fungi.
Po raz pierwszy opisał go w 1843 r. Julius Vincenz von Krombholz, nadając mu nazwę Agaricus chloroides. Obecną nazwę nadał mu Giacomo Bresàdola w 1900 r. Ma 10 synonimów.
Polską nazwę zaproponował Władysław Wojewoda w 2003 r.

## Morfologia
Kapelusz
Średnica 4,5–13 cm, mięsisty, twardy, początkowo wypukły, następnie zawsze wyraźnie, a często nawet głęboko zagłębiony w środku, nawet lejkowaty lub pępówkowaty. Brzeg początkowo tępy i podwinięty, potem ostry i prosty, często nieregularny lub klapowany. Powierzchnia początkowo czysto biała, później często z odcieniem żółtocytrynowym lub w kolorze kości słoniowej, czerwonawożółta, czasami także z ciemniejszymi czerwonymi plamami. Skórka w stanie świeżym pod mikroskopem początkowo drobno filcowana, potem satynowa, a nawet błyszcząca, lekko prążkowana z krótkimi promienistymi chropowatościami.
Blaszki
Gęste lub średniej gęstości (w odległości 1 cm od krawędzi kapelusza znajduje się (8)–9–16 blaszek na cm), cienkie, sztywne, z licznymi blaszeczkami, często zespolonymi lub rozwidlonymi w okolicach trzonu, wąskie (3,5–6–(7) mm), zazwyczaj proste, początkowo w kolorze kości słoniowej, potem mniej lub bardziej brudne, mlecznobiałe, często z sinym odcieniem lub nawet jasnozielone, po wyschnięciu w miejscach uszkodzonych zielenieją, na końcu brudnobiałe z brązowiejącymi brzegami.
Trzon
Wysokość 1,5–9 cm, zwykle dość smukły, cylindryczny, często jednak u dołu zwężony, a u góry rozszerzający się, twardy, pełny. Powierzchnia początkowo biała, potem brudna z szarawym, brązowym, żółtobrązowym odcieniem, czasem z zieloną strefą pod blaszkami, satynowo-błyszcząca, drobno chropowata.
Miąższ
Gruby, twardy, biały, brązowawy w wyniku wysychania, a czasem także zielonkawobrązowy w miejscach wystawionych na działanie powietrza, nawet żółtobrązowy w komorach, które mogą tworzyć się w dolnej części trzonu. Zapach początkowo ogólnie nieprzyjemny, potem mocno owocowy, smak w trzonie łagodny, w blaszkach cierpki i nieprzyjemny
Reakcje barwne
W FeSO4 kolor brudnoczerwony, z gwajakolem dość intensywna reakcja.
Cechy mikroskopowe
Podstawki 50–67 × 9–15 µm. Bazydiospory 7–10–11 × 6–8,7 µm, odwrotnie jajowate, kolczaste, z kolcami o wysokości do 1,5 µm, niektóre jednak tylko do 1 µm, o kształcie od stożkowego do półkulistego. Część kolców połączona jest łącznikami tworzącymi zamkniętą siateczkę, ale wiele jest izolowanych, grzebienie rzadkie, zawsze bardzo krótkie, wyrostek wnęki 1,25–1,75 × 1–1,5 µm, hilum nieregularne, o różnej wielkości, 3–3,5–5 × 1,75–4 µm, mniej lub bardziej amyloidalne, często klapowo-brodawkowate. Cystydy cylindryczne lub wrzecionowate, 50–130 i więcej x 6,5–11 µm, zazwyczaj spiczaste z długim czubkiem lub z różnymi wyrostkami, w sulfowanilinie szaroczarniawe.
Skórka zbudowana ze splątanych, cienkościennych strzępek o średnicy 3–6 µm, czasem nieco pożółkłych. W tramie występują sferocyty o średnicy średnio 14–38 µm i strzępki mleczne. Subhymenium grube i ciasne, z dużymi komórkami.
Gatunki podobne
Bardzo podobny jest gołąbek smaczny (Russula delica).

## Występowanie i siedlisko
Występuje w Ameryce Północnej, Europie i Azji, podano także jedno miejsce jego występowania w Ameryce Południowej. Najwięcej stanowisk podano w Europie i jest tutaj szeroko rozprzestrzeniony, w Europie Zachodniej jest pospolity. W Polsce do 2003 r. znane były tylko stanowiska podane przez Barbarę Gumińska w Pienińskim Parku Narodowym (w Żlebie Żłobina, ponad Gródkiem i pod Trzema Koronami), w 2009 r. Anna Kujawa podała następne. Na Czerwonej liście roślin i grzybów Polski ma kategorię I – gatunek o bliżej nie określonym stopniu zagrożenia. Bardziej aktualne i liczne stanowiska podaje internetowy atlas grzybów. Znajduje się w nim na liście gatunków zagrożonych i wartych objęcia ochroną.
Naziemny grzyb mykoryzowy. Występuje w lasach liściastych, zwłaszcza bukowych, na glebach wapiennych lub obojętnych, często w miejscach błotnistych, na gołej ziemi. Owocniki pojawiają się późno, rzadko przed początkiem sierpnia.

## Znaczenie
Grzyb jadalny. Wśród gołąbków jadalne są wszystkie gatunki o łagodnym smaku, jednak ze względu na dużą ilość gatunków, trudności z ich rozróżnieniem i możliwością pomylenia z grzybami trującymi ich zbieranie zaleca się tylko doświadczonym grzybiarzom. Zasada, że grzyby o łagodnym smaku są jadalne, dotyczy tylko gołąbków, a i od niej istnieje wyjątek; łagodny gołąbek oliwkowy (Russula olivacea) powoduje poważne zaburzenia zdrowotne.